# (2447) Кронштадт
(2447) Кронштадт (лат. Kronstadt) — типичный астероид главного пояса, открыт 31 августа 1973 года советским астрономом Тамарой Смирновой в Крымской астрофизической обсерватории и 8 февраля 1982 года назван в честь города Кронштадта.

## Обнаружение и именование
(2447) Кронштадт
Открыт 31 августа 1973 года в Научном Т. М. Смирновой.
Назван в честь расположенного на острове Котлин в Финском заливе города, который сыграл важную роль в обороне Ленинграда во время Второй мировой войны.
Оригинальный текст (англ.)2447 Kronstadt
Discovered 1973-08-31 by Smirnova, T. at Nauchnyj.
Named for the town, situated on Kotlin Island in the Gulf of Finland, that played an integral part in the defense of Leningrad in World War II.
Источники: DISCOVERY.DB; M.P.C. 6650.

## Орбита

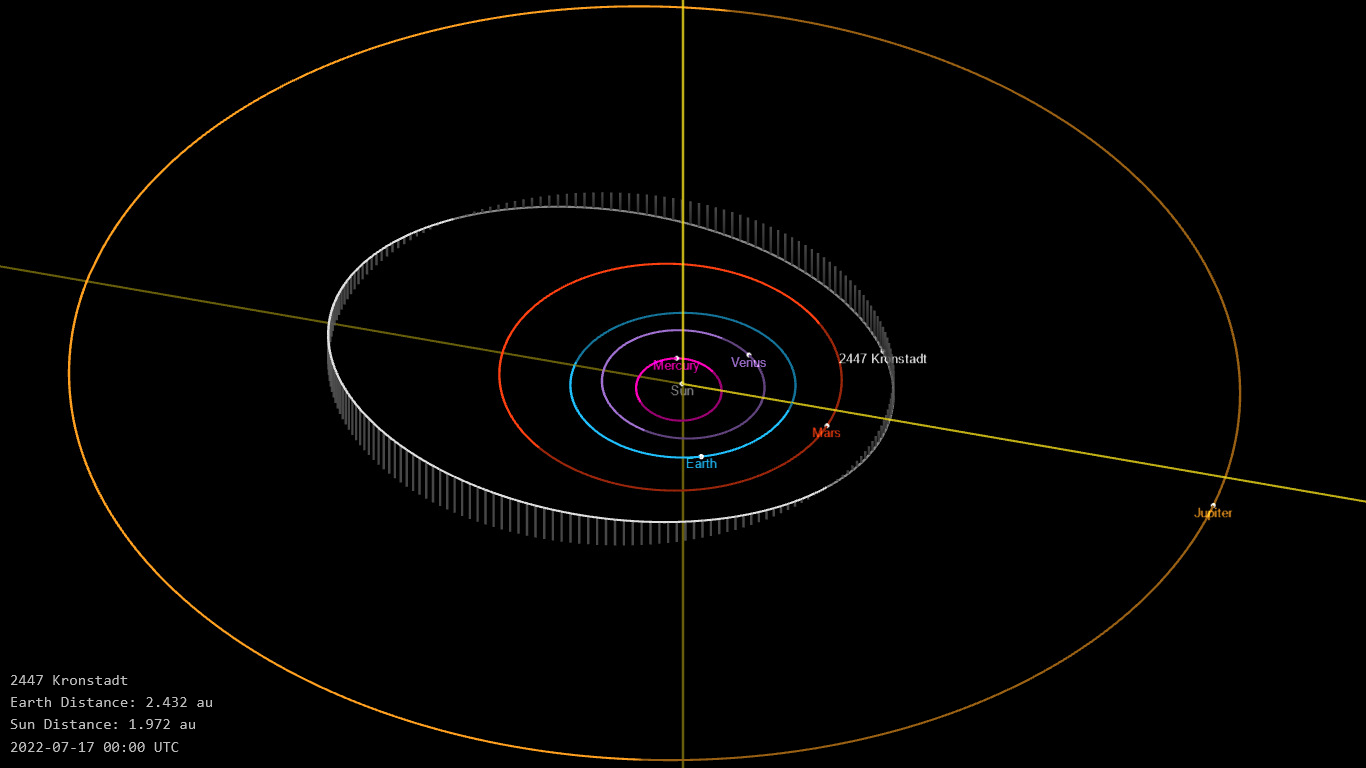
Орбита астероида Кронштадт и его положение в Солнечной системе

## Физические характеристики
Астероид относится к таксономическому классу S.
По результатам наблюдений в видимом и ближнем инфракрасном диапазоне космического телескопа NEOWISE диаметр астероида сначала оценивался равным 7,04±1,24 км, позже — 7,850±0,319 км. Согласно тем же источникам альбедо оценивается как 0,27±0,18 и 0,238±0,039.